# Genocidaris
Genocidaris är ett släkte av sjöborrar. Genocidaris ingår i familjen piggsvinssjöborrar.
Kladogram enligt Catalogue of Life:
| Genocidaris | \| \| Genocidaris affinis \| \| \| \| \| \| Genocidaris maculata \| \| \| \| |
|             | \| \| Genocidaris affinis \| \| \| \| \| \| Genocidaris maculata \| \| \| \| |
|             | Aporocidaria                                                                 |
|             |                                                                              |
|             | Aporocidaris                                                                 |
|             |                                                                              |
|             | Austrocidaris                                                                |
|             |                                                                              |
|             | Cidaris                                                                      |
|             |                                                                              |
|             | Eucidaris                                                                    |
|             |                                                                              |
|             | Goniocidaria                                                                 |
|             |                                                                              |
|             | Goniocidaris                                                                 |
|             |                                                                              |
|             | Histocidaris                                                                 |
|             |                                                                              |
|             | Ogmocidaris                                                                  |
|             |                                                                              |
|             | Prionocidaris                                                                |
|             |                                                                              |
|             | Stereocidaris                                                                |
|             |                                                                              |
|             | Stylocidaris                                                                 |
|             |                                                                              |
|             | Genocidaris affinis                                                          |
|             |                                                                              |
|             | Genocidaris maculata                                                         |
|             |                                                                              |

|  | Genocidaris affinis  |
|  |                      |
|  | Genocidaris maculata |
|  |                      |